# Dasipòdids
Els dasipòdids (Dasypodidae) són uns petits mamífers del grup dels armadillos. Des del 1995, aquest ordre s'ha emplaçat dins del superordre dels xenartres. Per tant, comparteixen superordre amb els formiguers gegants i els peresosos.

## Noms vulgars
Els integrants de la família Dasypodidae reben diversos noms, tot i que «armadillo» n'és el més comú. Són també anomenats 'quirquincho' (del quechua khirkinchu), cusuco, pichi (a Xile), mulita, tatú, gurre, toche, pirca, peludo (a l'Argentina i a l'Uruguai) i cachicamo (a Colòmbia i Veneçuela) entre d'altres.

## Biologia
Els armadillos són animals nocturns i excavadors. Són insectívors i omnívors necròfags propis de la zona tropical de Centreamèrica i Sud-amèrica.

## Característiques
Els animals de la família Dasypodidae són mamífers que es poden reconèixer fàcilment. Es poden distingir perquè tenen una armadura formada per plaques òssies cobertes per escuts cornis que els serveix de protecció i que en algunes espècies de la família permeten a l'animal cargolar-se com una bola. Externament s'assemblen una vagament als pangolís, mamífers de l'Àfrica i d'Àsia coberts d'enormes escames o plaques i que tenen hàbits similars. Això portà que durant un temps se'ls classifiqués en un mateix ordre, però actualment és clar que ja no estan emparentats, pertanyent els armadillos a l'ordre Xenarthra i els pangolís a l'ordre Pholidota. Els armadillos són un grup molt antic, ja diferenciat al Paleocè. Les dents són unes estructures cilíndriques simples i uniformes, sense esmalt i amb arrels obertes i en creixement continu; el seu nombre és molt elevat, poden arribar fins a vint-i-cinc a cada mandíbula. L'espècie més estesa és l'armadillo de nou bandes (Dasypus Novemcinctus), l'única que arriba als Estats Units fins al sud. Aquesta espècie i Cabassous Centralis són les úniques que tenen una franja de distribució que s'estenen fora d'Amèrica del Sud, on habiten totes les espècies de la família i segons el registre fòssil conegut, el lloc d'origen.

## Relació de l'armadillo amb l'home
La seva closca és usada per a l'elaboració de charangos, els quals tenen un gran valor comercial. A Centreamèrica, l'armadillo és conegut com a cusuco i tot i que al Salvador se'l relaciona amb la lepra (ja que la pell del seva panxa sembla patir-la) és consumit per alguns dels seus habitants, especialment a la ciutat de San Alejos, Departament de San Miguel. El cusuco també és consumit com a mínim a Hondures i Nicaragua.
La carn serveix per a consum humà i donat el seu sabor és conegut com el de «set carns», ja que s'assembla a la de pollastre, conill, o porc. Els pagesos solen desossar l'animal i preparar la carn dins de la closca, ja sigui rostida, fregida o guisada. Després de fregir la closca, es mastega de manera semblant al chicharrón o cuir del porc. El consum humà ha decaigut al segle xxi, però es manté sobretot a l'Amèrica Central i Amèrica del Sud. A Colòmbia i Equador el consumeix sobretot la nació Awá.
La closca i la cua són utilitzades per a pràctiques medicinals, es deixen torrar i es molen fins a quedar en pols, el qual és bullit en aigua per a ser begut per dones "primerenques", o que passen pel seu primer embaràs i curar les molèsties que aquest causa. A més, cura la inflamació i el dolor d'oïda i barrejat amb el greix mateix de l'armadillo, cura les varius. Segons molts camperols, l'asma es cura bevent sang d'armadillo recentment degollat i per fer passar el mal gust, es beu amb un glop d'aiguardent.
L'armadillo seria portador o vector de certs microorganismes que produeixen en l'home malalties com el Mycobacterium leprae, bacteri causant de la lepra. Així mateix, se'l considera reservori de protozous flagelats de l'espècie Trypanosoma cruzi, que causa en els humans i especialment en nens, una malaltia molt greu anomenada malaltia de Chagas. Donada l'anterior importància sanitària, a Veneçuela es legisla des de 1982 vedar la caça d'aquesta espècie, a més del Priodontes giganteus o maximus, que és l'armadillo gegant i del Dasypur sabanicola o cachicamo sabanero, el més comú a Veneçuela.
Es coneix que a Europa, Estats Units i Veneçuela, s'avancen estudis amb base a l'armadillo per tal de trobar medicaments per tractar a més d'aquestes malalties, altres com la leishmaniosi i la febre groga.
Hi ha una ciutat que deu el seu nom a aquest animal, Ayutuxtepeque, que significa "turó dels armadillos o cusucos".

## Sistemàtica
Els dasipòdids són un grup de l'ordre dels cingulats i el superordre dels xenartres. Les articulacions xenàrtriques de la columna vertebral es consideren una característica comuna dels animals articulats secundaris, d'altra manera molt diversos. Els peresosos i els formiguers gegants també pertanyen als Xenarthra, tots dos representen un grup més estretament relacionat i, com l'ordre dels Pilosos, estan enfront dels armadillos. Les anàlisis de la genètica molecular van demostrar que la separació del llinatge comú dels peresossos i els formiguers gegants de la dels armadillos ja s'havia produït a l'inici del Paleocè fa uns 65 milions d'anys.